# 코시체주

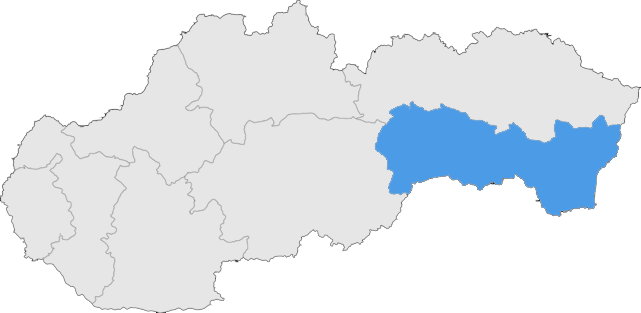
코시체주의 위치

코시체주(슬로바키아어: Košický kraj)는 슬로바키아 북동부에 위치한 주로 주도는 코시체이며 면적은 6,752km2, 인구는 775,509명(2008년 기준), 인구 밀도는 115명/km2이다.
동쪽으로는 우크라이나, 남쪽으로는 헝가리와 국경을 접하며 서쪽으로는 반스카비스트리차주, 북쪽으로는 프레쇼우주와 접한다. 11개 구(겔니차구, 로주냐바구, 미할로우체구, 소브란체구, 스피슈스카노바베스구, 코시체 1구, 코시체 2구, 코시체 3구, 코시체 4구, 코시체오콜리에구, 트레비쇼우구)를 관할한다.

주기
주 문장